# Crastan
Crastan è un'azienda alimentare italiana fondata nel 1870 a Pontedera specializzata nella produzione di caffè e surrogati.
Nel 2019 l'azienda è stata acquistata dal gruppo Prontofoods che detiene anche il marchio Ristora.
Crastan è fornitore sia con marchio proprio che con marchio privato delle più importanti catene della G.D.O.: Coop Italia, Esselunga, Gruppo Carrefour, Conad, Gruppo Rinascente.

## Prodotti
- caffè solubile
- orzo solubile
- preparati per cappuccino
- preparati per bevande al cacao
- tè solubile
- effervescente granulare
- bicarbonato di sodio
- purè di patate in fiocchi